# Teufelsschlucht (Schweiz)
Die Teufelsschlucht (Mundart: Tüfusschlucht) ist eine Karstschlucht auf dem Gebiet der Gemeinde Hägendorf am Jurasüdfuss. In der Schlucht fliesst der Cholersbach, ein Zufluss der Dünnern.

## Name
Die in alten Karten und Dokumenten mit Teufelsgraben oder Cholersbachgraben bezeichnete Schlucht wird seit 1955 auf der Landeskarte der Schweiz mit dem ortsüblichen Mundartbegriff Tüfelsschlucht geführt.

## Geologie
Der stark reliefierte Kettenjura, der mehrere hintereinanderliegende, durch Verwerfungen, Überschiebungen und Erosion untergliederte Bergketten umfasst, wird durch den Cholersbach entwässert, der in seinem unteren Streckenabschnitt innerhalb Jahrmillionen die Teufelsschlucht gebildet hat.
Der Eingang zur Teufelsschlucht befindet sich in der Mitte des Dorfes. Ein Fussweg führt in vielen Windungen über Brücken und Stege, vorbei an Höhlen und Klüften bis hinauf auf den Allerheiligenberg. Der Cholersbach führt sein Wasser über Wasserfälle und glattgeschliffene Felsplatten ins Dorf hinunter und mündet an der Dorfgrenze zu Kappel in die Dünnern.

## Geschichte
1902 erschloss der Verkehrs- und Verschönerungsverein Hägendorf (VVH) die Schlucht mit einem Touristenweg bis zur Einmündung des Höferbaches. Die Weiterführung des Fussweges vom Höferbächli durch die obere Schlucht auf den Allerheiligenberg wurde 1910 mit der Eröffnung der Lungenheilstätte Allerheiligenberg realisiert. Der Wanderweg ist 2830 Meter lang und führt über 37 Brücken und Stege.
Die 1970 eröffnete Autobahn A2 überquert die Schlucht auf der 150 Meter langen Teufelsschluchtbrücke.
Die geologisch interessante Schlucht steht heute unter Naturschutz.

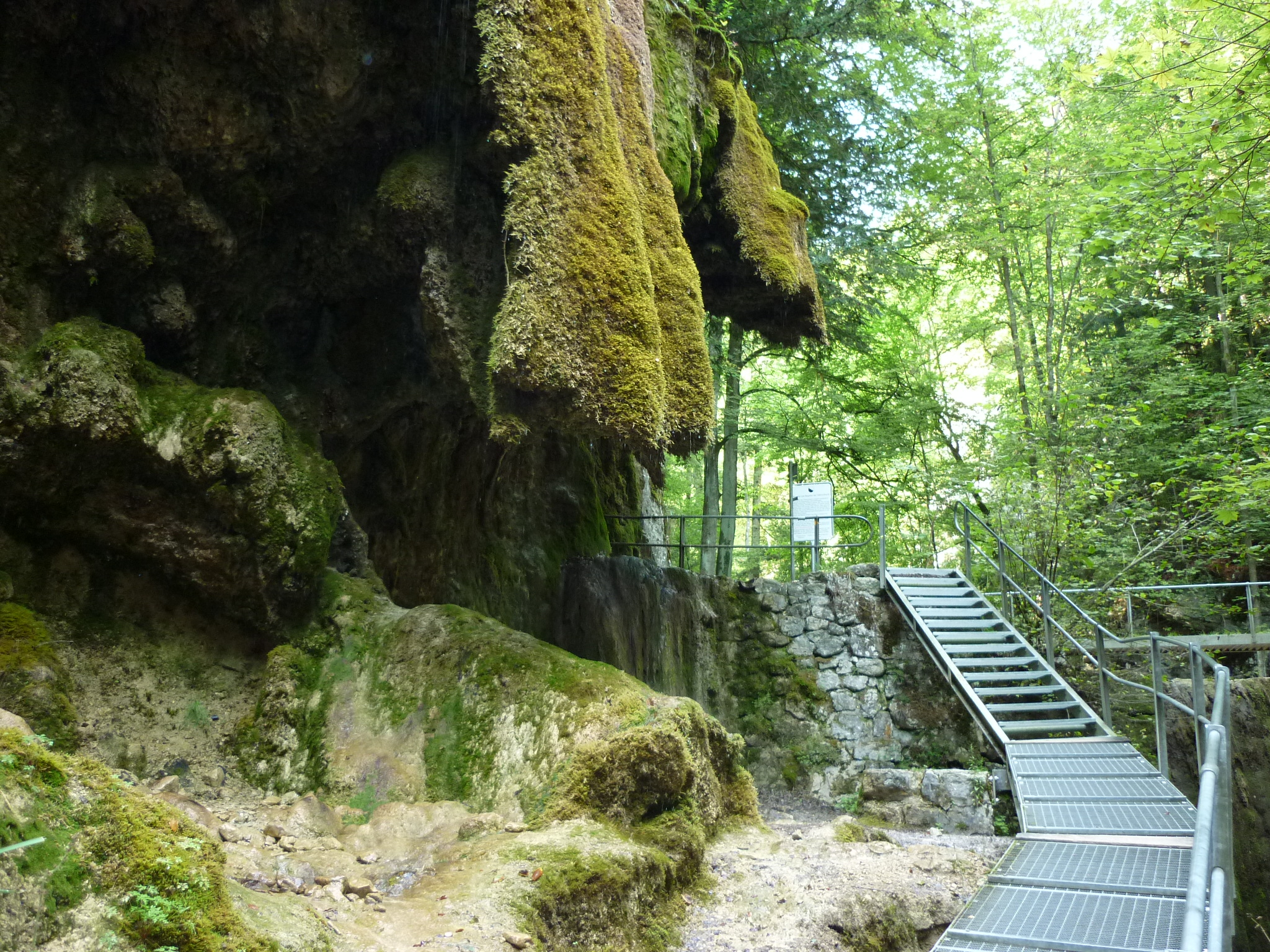
Moosfelsen beim Tuftbrunnen
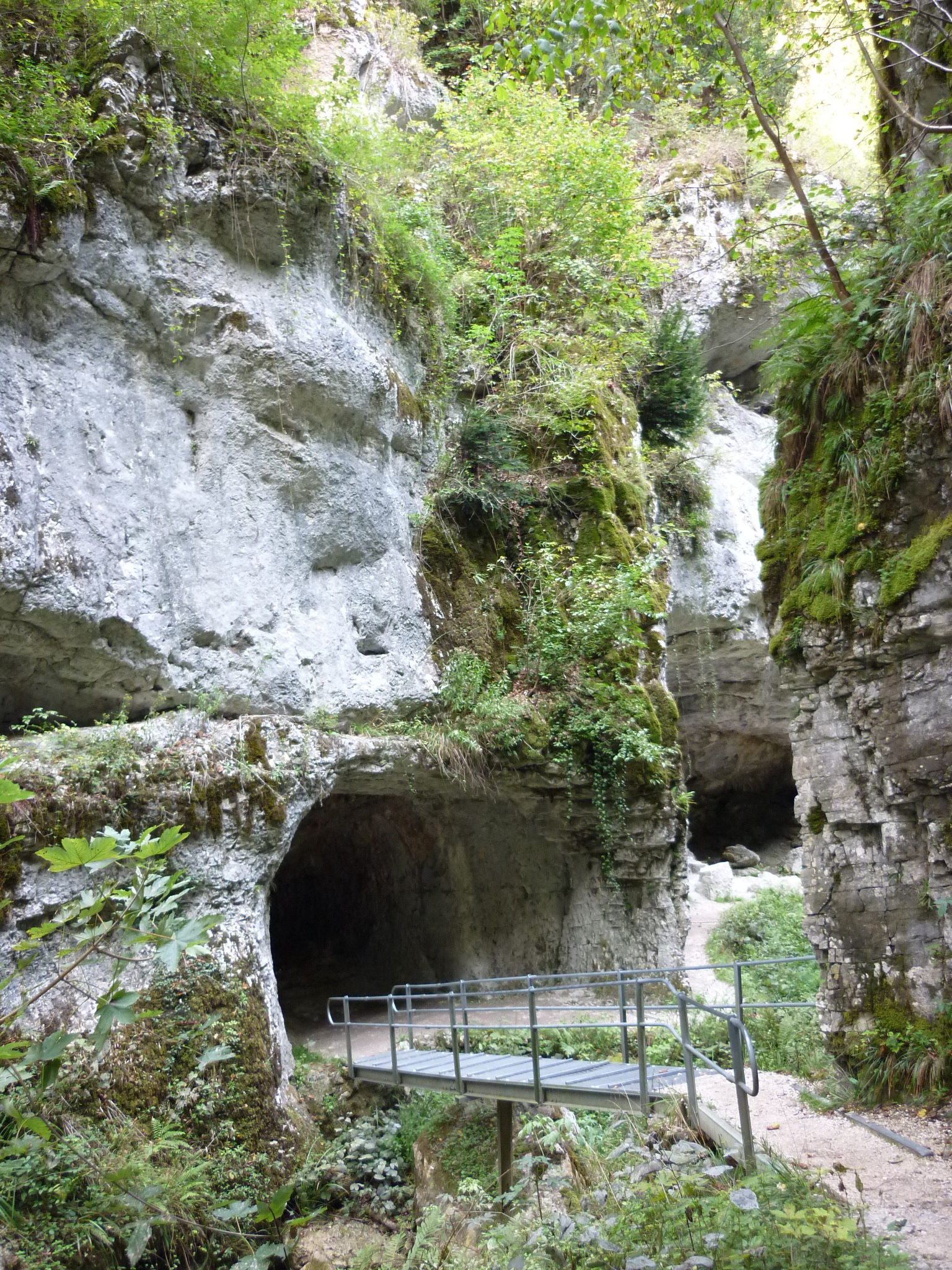
Ausgewaschene Höhlen
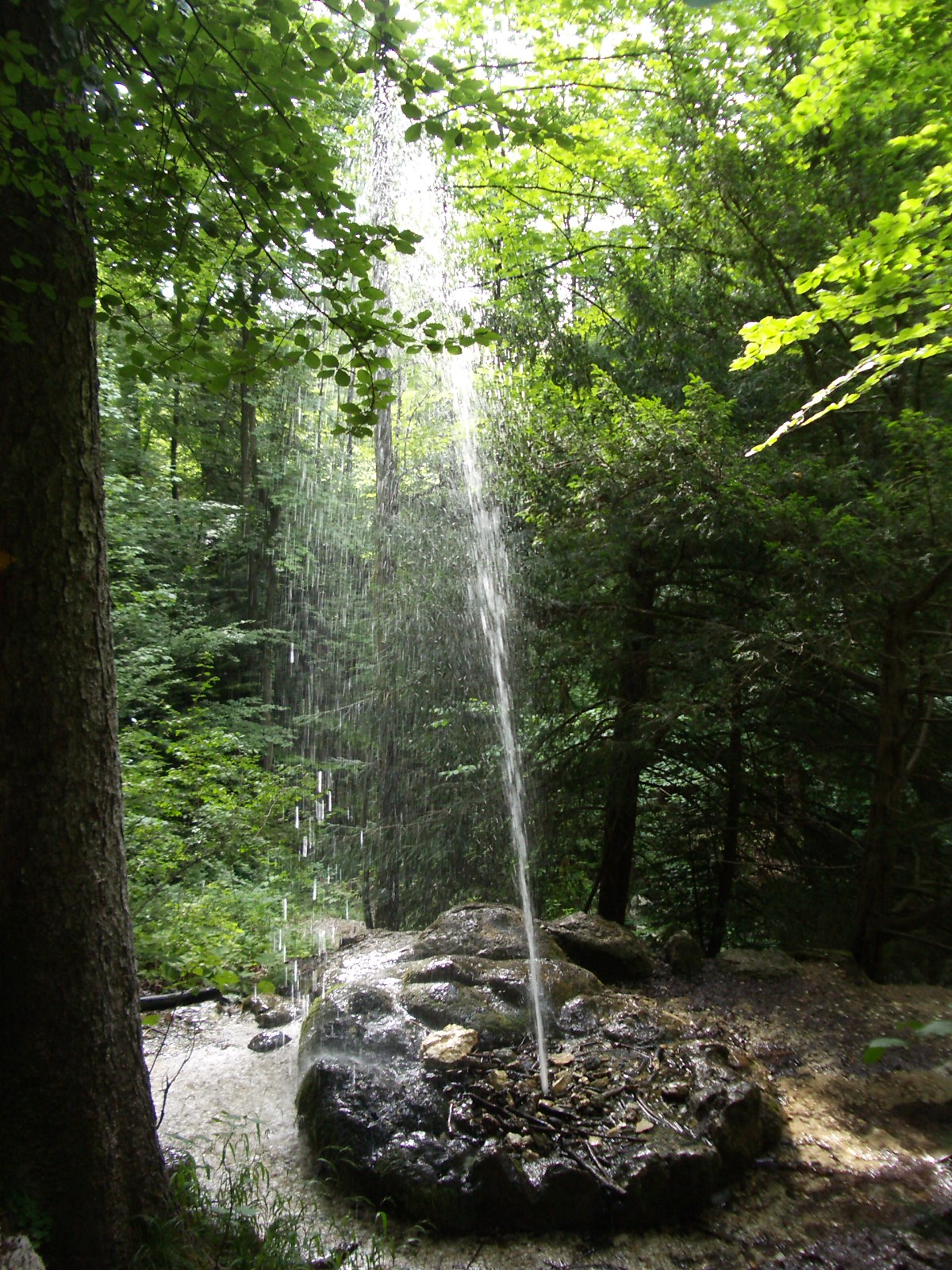
Spritzbrunnen
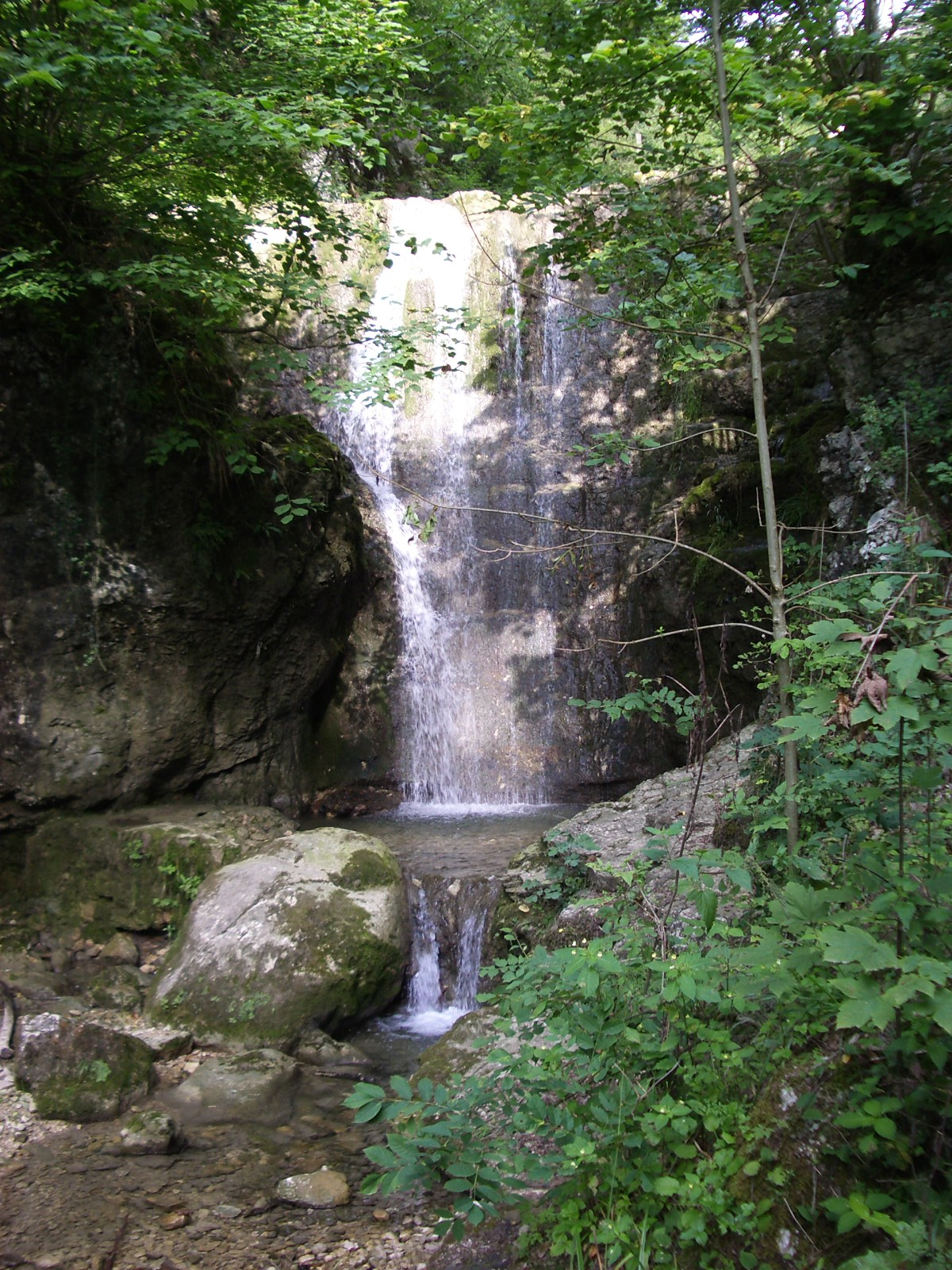
Wasserfall
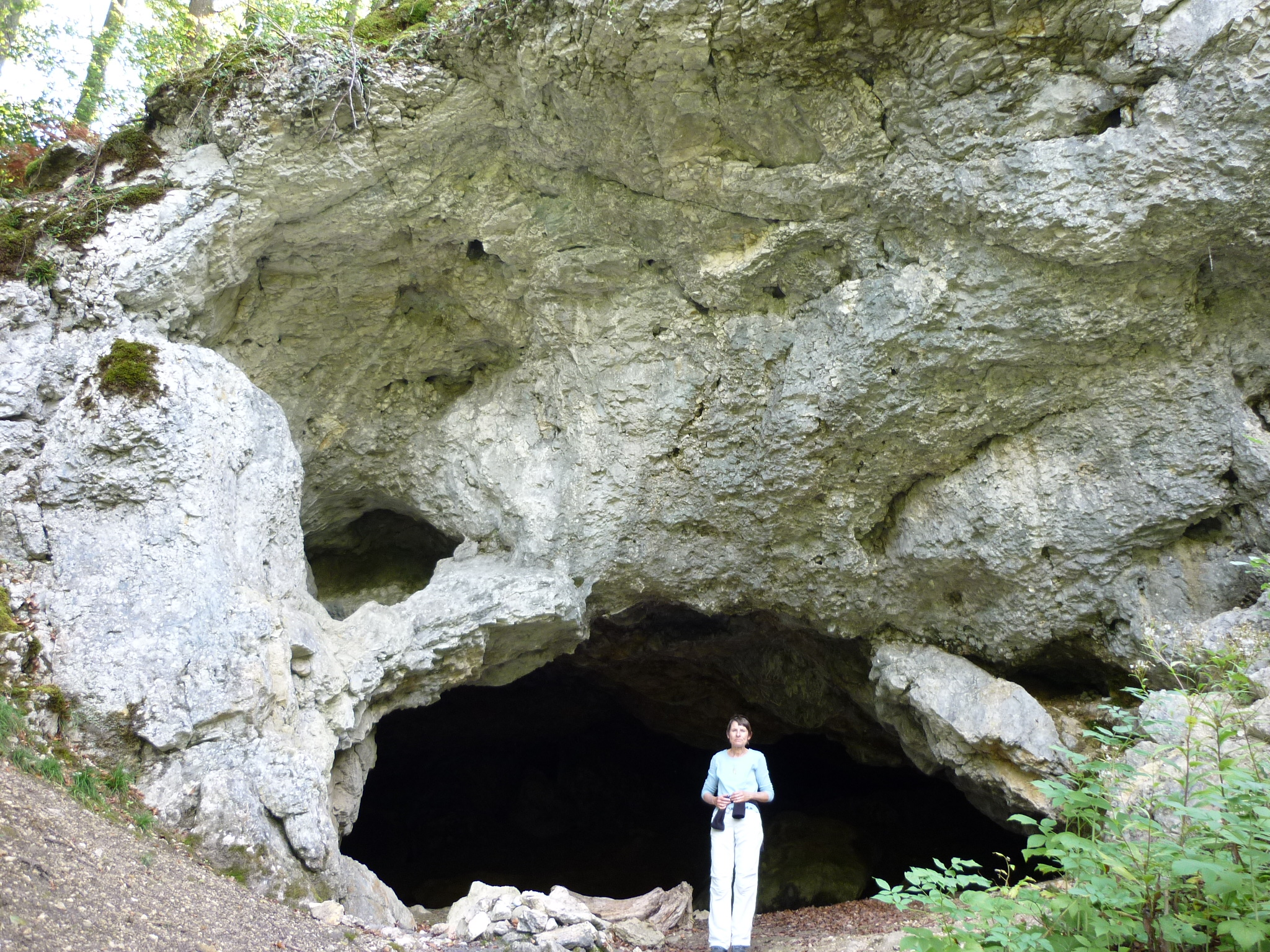
Sandloch
Brückenbaustelle der Teufelsschluchtbrücke, 1967